# Walkabout Rocks
Walkabout Rocks är en kulle i Antarktis. Den ligger i Östantarktis. Australien gör anspråk på området. Toppen på Walkabout Rocks är 1 meter över havet.
Terrängen runt Walkabout Rocks är kuperad åt sydost, men åt sydväst är den platt. Havet är nära Walkabout Rocks åt nordväst. Trakten är obefolkad. Det finns inga samhällen i närheten. 